# K17
HMS K17 war ein Unterseeboot der K-Klasse der britischen Royal Navy, das im Ersten Weltkrieg zum Einsatz kam und 1918 durch eine Kollision sank.
Die K17 gehörte zu einer 18 Boote umfassenden Schiffsklasse, deren herausragendstes Charakteristikum ein Dampfturbinenantrieb war. Im Hintergrund stand das vorgesehene Einsatzkonzept als Flotten-U-Boot, das Operationen zusammen mit den Großkampfschiffen der Grand Fleet vorsah und deshalb für damalige Verhältnisse extrem hohe Überwassergeschwindigkeiten notwendig machte. Die beiden Dampfturbinen mit einer Leistung vom 10.500 PS (7800 KW) erlaubten eine Höchstgeschwindigkeit von 24 kn (44 km/h), die K17 und ihre Schwesterschiffe über Wasser zu den wahrscheinlich schnellsten U-Booten aller Zeiten machte. Unter Wasser dienten vier Elektromotoren als Antrieb, die Bewaffnung umfasste ursprünglich zehn, später acht Torpedorohre des Kalibers 45,7 cm (vier im Bug, vier seitlich angebracht). Die Artilleriebewaffnung bestand aus einer 7,62-cm-Flugabwehrkanone und zwei 10,2-cm-Hinterladern.
Die U-Boote der K-Klasse litten unter einer Reihe von technischen Mängeln und konstruktiven Schwächen, zu denen u. a. eine schwere Manövrierbarkeit gehörte. Noch problematischer war jedoch das Einsatzkonzept. Operationen mit Überwassereinheiten waren mit erheblichen Risiken verbunden, da die U-Boote aufgrund ihrer niedrigen Silhouette insbesondere bei schlechten Sichtverhältnissen nur schwer zu erkennen waren und die U-Boot-Kommandanten ihrerseits aufgrund der geringen Höhe des Kommandoturms nur ein kleines Sichtfeld hatten. Die hohe Geschwindigkeit und schlechte Manövrierfähigkeit der K-Klasse-Boote verschärfte dieses Problem. Die Seeleute der Royal Navy bezeichneten diese Klasse bezeichnenderweise als “calamity class” (deutsch: „Schwierigkeiten-Klasse“) oder “killer class” (deutsch: „Mörder-Klasse“).
Der Kiel der K17 wurde am 1. Juni 1916 bei Vickers in Barrow-in-Furness gelegt, der Stapellauf erfolgte am 10. April 1917, die Indienststellung am 20. September 1917. Danach wurde das U-Boot der 13. U-Boot-Flottille der Royal Navy zugeteilt.
Am Abend des 31. Januar 1918 nahm die 13. U-Boot-Flottille mit K11, K12, K14, K17 und K22 sowie dem als Flottillenführer dienenden Zerstörer Ithuriel zusammen mit der ebenfalls aus Booten der K-Klasse bestehenden 12. U-Boot-Flottille sowie deren Führungsschiff Fearless an einer groß angelegten und streng geheimen Übung der Home Fleet teil, an der sich auch das 5. Schlachtgeschwader sowie das 2. Schlachtkreuzergeschwader (zusammen sieben Schlachtschiffe und Schlachtkreuzer mit Eskortzerstörern) und zwei weitere Kreuzer beteiligten. Der gesamte Verband fuhr nach dem Auslaufen aus dem Firth of Forth aus Furcht vor deutschen U-Boot-Angriffen mit abgeschwächten Positionslichtern und unter absoluter Funkstille. Nach einem Ausweichmanöver wegen entgegenkommender Minensucher kam es zu einem Ruderfehler bei der zur 13. Flottille gehörenden K14, die beim Versuch, wieder auf den Kurs der Flotte einzuschwenken, von der ihr folgenden K22 gerammt wurde. Letztere wurde in der Folge auch noch von dem Schlachtkreuzer Inflexible gerammt und weiter beschädigt. Als die restlichen Boote der Flottille den Havaristen zur Hilfe kommen wollten, gerieten sie in den Kurs der folgenden, aber über den Unfall nicht informierten 12. Flottille. Dabei kollidierte das Führungsschiff Fearless mit der K17 und beschädigte sie so schwer, dass sie innerhalb von acht Minuten unterging. Die meisten Männer an Bord konnten das Boot vor dem Sinken verlassen. Wegen der Funkstille ahnten auch die nachfolgenden Schiffe nichts von dem Unglück. Das komplette 5. Schlachtgeschwader fuhr mit Volldampf durch das Seegebiet, während K7 versuchte, die Überlebenden an Bord zu nehmen, und tötete zahlreiche der an der Oberfläche treibenden Männer der K17. Lediglich neun Seeleute konnten lebend geborgen werden, von denen einer allerdings kurz nach der Rettung seinen Verletzungen erlag. 47 Mann waren beim Untergang des Boots oder im Wasser gestorben. Hinzu kam, dass auch die zur 12. Flottille gehörende K4 nach zwei Kollisionen mit Schwesterschiffen gesunken war, wobei die gesamte Besatzung starb. Insgesamt verloren bei dem als Schlacht bei der Insel May bezeichneten Debakel 105 Mann ihr Leben, zwei U-Boote sanken, vier weitere und ein Leichter Kreuzer wurden schwer beschädigt.
Das Wrack der K17 liegt auf der Position 56° 15′ 26″ N, 2° 11′ 33″ W in einer Tiefe von 58 m aufrecht auf dem Grund. Das U-Boot ist vor dem Kommandoturm auseinandergebrochen, der Bug liegt auf der Backbordseite. Seit 2006 ist das für Technische Taucher erreichbare Wrack durch den „Protection of Military Remains Act“ von 1986 als „Protected Place“ geschützt. Es darf zwar von außen durch Taucher betrachtet werden, aber das Eindringen, das Sammeln von Souvenirs oder die Vornahme von Bergungsarbeiten ist verboten.